# Antodice sexnotata
Antodice sexnotata là một loài bọ cánh cứng trong họ Cerambycidae.